# Fornicazione
Il termine fornicazione viene utilizzato nella religione per indicare rapporti sessuali vietati da essa, ossia ogni forma di peccato legato alla sfera sessuale. Il termine greco tradotto "fornicazione" è pornèia che può significare: [1] adulterio, [2] matrimonio illecito, [3] fornicazione. Viene utilizzato come traduzione del termine ebraico zenût riferito ai rapporti incestuosi, la quale pratica veniva e viene inoltre ritenuta illegale da vari sistemi giuridici.

## Etimologia e significato
Il termine deriva dal tardo latino fornicāre derivato a sua volta da fornix, "sotterraneo a volta, sede di prostitute, bordello", usato dalle traduzioni della Bibbia in latino per tradurre il termine greco pornéia (immoralità sessuale). Equivale quindi alla pornéia matteana che indicava tecnicamente le unioni illegittime come quella tra un uomo e la sua matrigna, condannate già dal libro biblico del Levitico e dallo stesso san Paolo (1 Corinzi 5,1).

## Nella religione

### Cristianesimo
Nel suddetto senso, nel Nuovo Testamento i "fornicatori" (pornoi) sono distinti dagli adulteri (moichoi), come in 1 Corinzi 6:9,10"Non sapete che gl'ingiusti non erediteranno il regno di Dio? Non v'illudete; né fornicatori, né idolatri, né adùlteri, né effeminati, né sodomiti, né ladri, né avari, né ubriachi, né oltraggiatori, né rapinatori erediteranno il regno di Dio".
In senso lato porneia significa un rapporto sessuale con una persona sposata che non sia il proprio coniuge. In questo significato si usa indifferentemente insieme a moicheia, come in Matteo 5:32 dove Cristo dice: "Chiunque manda via sua moglie, salvo che per motivo di fornicazione (concubinato), (la espone all'adulterio (anche se la donna è libera di restare fedele al marito)) fa diventare adultera e chiunque sposa colei che è (ripudiata) mandata via commette adulterio". Lo stesso uso di porneia nel senso di "adulterio" (moichatai) si trova in Matteo 19:9 "Ma io vi dico che chiunque manda via sua moglie, quando non sia per motivo di fornicazione, e ne sposa un'altra, commette adulterio".
Nel senso più vasto, porneia denota l'immoralità in generale, od ogni tipo di trasgressione a quanto il testo biblico afferma essere un rapporto sessuale legittimo. In 1 Corinzi 5:1 "Si ode addirittura affermare che vi è tra di voi fornicazione; e tale immoralità, che non si trova neppure fra i pagani; al punto che uno di voi si tiene la moglie di suo padre!", porneia è tradotto con "immoralità" (cfr. anche 1 Corinzi 5:11 "...ma quel che vi ho scritto è di non mischiarvi con chi, chiamandosi fratello, sia un fornicatore, un avaro, un idolatra, un oltraggiatore, un ubriacone, un ladro; con quelli non dovete neppure mangiare".
Il plurale fornicazioni (dia tas porneias) lo si traduce meglio con "tentazioni all'immoralità" (1 Corinzi 7:2 "...ma, per evitare le fornicazioni, ogni uomo abbia la propria moglie e ogni donna il proprio marito".
Il Vangelo secondo Matteo, a differenza degli altri vangeli sinottici, fa menzione di una clausola, la cosiddetta eccezione della pornèia, riportando le seguenti parole di Cristo: "Chi ripudia la propria moglie, se non nel caso di impudicizia, e sposa un'altra, commette adulterio; e se sposa una donna ripudiata, commette adulterio" (Matteo 19:9); tale clausola sembra introdurre, a prima vista, un'eccezione alla regola dell'indissolubilità matrimoniale sopra enunciata.
A questo riguardo, bisogna notare che nei passi paralleli del Nuovo Testamento, che trattano la stessa materia (Marco 10:2-12, Luca 16-18 e 1 Corinzi 7:10-11), non si fa cenno a tale eccezione.
La Chiesa orientale e le Comunità protestanti, prendendo il termine 'impudicizia' nel senso di adulterio, intesero l'inciso come un vero caso di divorzio. La tradizione della Chiesa occidentale, invece, è stata costante nell'escludere tale eccezione. Studi recenti sull'antico diritto matrimoniale giudaico hanno fornito elementi per una soddisfacente soluzione del dibattuto problema esegetico: nella impudicizia (gr. pornèia), che è cosa diversa dall'adulterio, (gr. moichèia) sarebbe a intendersi il termine zenût della lingua ebraica, (che nel greco biblico neo-testamentario viene tradotto con la parola porneia), col quale si indica un matrimonio contratto tra parenti e proibito dalla legge mosaica (Levitico 18); così Gesù verrebbe ad escludere dalla legge della indissolubilità quelle unioni illegali ed incestuose, non legate da Dio. Anche nel concilio di Gerusalemme, a conclusione del dibattito sulla validità della legge mosaica, viene raccomandato ai cristiani provenienti dal paganesimo di osservare l'astinenza dalle carni immolate agli idoli, dal sangue, dagli animali soffocati e dalla impudicizia (pornèia), cioè dai matrimoni contratti fra parenti, cose a cui i giudeo-cristiani tenevano in modo particolare (cf Atti 15:29). Ciò spiega anche perché la famosa clausola si trovi soltanto nel Vangelo giudaizzante di Matteo".
Nel vangelo secondo Matteo viene usato in Matteo la parola fornicazione (pornéia) e in 1 Corinzi 5:1 indicando legami illegittimi cioè veri e propri concubinati. In Ebrei 13:4 Paolo fa la distinzione tra fornicatori ed adulteri, quindi gli autori del vangelo sapevano bene il significato da attribuire ai diversi contesti. In Atti 15:29 si prova che includendo la fornicazione nell'ordine di astenersi dalle carni sacrificate agli idoli, dalle carni soffocate e dal sangue, si sta riferendo alle leggi giudaiche da continuare ad osservare. E per fornicazione s'intendeva vari tipi di relazione tra cui l'abbandonare il proprio marito per un soldato romano ricco ad esempio (cosa diffusa al tempo degli ebrei), gli incesti e cose simili. Per l'adulterio c'era la lapidazione. Nella Bibbia interlineare in Matteo 19:9 è usato il termine pornéia, ovvero impudicizia, fornicazione; in Giovanni 8:4 è indicato il termine adulterio (moicheia) riguardo alla donna colta in flagrante adulterio. Nel vangelo secondo Matteo, mentre questi si rivolge agli ebrei ed è per questo che dà solo la possibilità al marito di mandare via la moglie che se colpevole veniva lapidata, quindi non aveva nessun libello di ripudio (divorzio). Il divorzio veniva dato alla donna non colpevole di adulterio (perché mandata via per qualsiasi motivo secondo i sostenitori delle interpretazioni di Hillel), affinché potesse essere sposa di un altro. Questa è un'altra prova che il vangelo di Matteo è scritto rivolgendosi agli ebrei in via di conversione.
Alcuni brani biblici in proposito:
(Giuda 1:7)
(Galati 5:19)
Diverse le traduzioni bibliche:
- Nuova Riveduta: «Ora le opere della carne sono manifeste, e sono: fornicazione, impurità, dissolutezza»
- C.E.I.: «Del resto le opere della carne sono ben note: fornicazione, impurità, libertinaggio»
- Nuova Diodati: «Ora le opere della carne sono manifeste e sono: adulterio, fornicazione, impurità, dissolutezza»
- Riveduta: «Or le opere della carne sono manifeste, e sono: fornicazione, impurità, dissolutezza»
- Diodati: «Ora, manifeste son le opere della carne, che sono: adulterio, fornicazione, immondizia, dissoluzione.»

Nell'Antico Testamento la fornicazione è intesa come prostituzione spirituale, cioè invocare altri dèi, abominio per Dio, designando così un rapporto "perverso" ma non paragonabile all'adulterio. Il fornicatore è idolatra perché segue altri dèi o idoli (qualunque cosa che mette al primo posto nella propria vita che non sia Dio):
(Numeri 15:39)
(Numeri 25:1)
Mentre altri peccati devono essere vinti da ciò che la Bibbia chiama "crocifissione spirituale della carne" (Galati 5:24 "Quelli che sono di Cristo hanno crocifisso la carne con le sue passioni e i suoi desideri"), il peccato dell'immoralità (porneia) è uno da cui il cristiano deve fuggire per mantenersi puro (1 Corinzi 6:18 "Fuggite la fornicazione. Ogni altro peccato che l'uomo commetta, è fuori del corpo; ma il fornicatore pecca contro il proprio corpo").
Dato che il rapporto di Dio con il suo popolo è equiparato a un matrimonio (Cfr. Efesini 5:23-27) nella Bibbia tutte le forme di apostasia sono definite come adulterio, e questo è molto pertinente, perché i culti pagani erano di solito connessi con l'immoralità (Osea 6:10; Geremia 3:2,9; Apocalisse 2:21).
Nell'ambito della Chiesa cattolica, secondo un manuale dei confessori, scritto nel 1885 da Jean-Baptiste Bouvier (vescovo di Le Mans), specificatamente dedicato alle violazioni del sesto comandamento la fornicazione è definita come "l'accoppiamento, mutuamente acconsentito, fra un uomo libero e una donna libera che non sia vergine " ed è distinguibile in tre specie, elencate in ordine crescente di gravità: fornicazione semplice (praticata transitoriamente con una o più donne), concubinato e prostituzione, definita come la più grave fra tutte e tre.

### Islam
Non viene fatta menzione della lapidazione, tuttavia gli uomini e le donne ritenuti colpevoli sono condannati a subire 100 frustate.